# АТФ
АТФ (енгл. Automatic transmission fluid; срп. Уље за аутоматски мењач) је врста хидрауличног уља намењена за аутоматске мењаче и хидродинамичке спојнице. Углавном је црвене или зелене боје да би се разликовало од моторног уља и других течности у возилу.
Уље је оптимизовано за подмазивање вентила у мењачу (мехатоник), ламела (такође у мењачу) и подмазивање зупчаника.
АТФ се такође користи у неким серво управљачима, 4x4 системима и у неким модерним мануелним мењачима.
Најпознатије и најшире коришћене спецификације АТФ уља су DEXRON Џенерал моторса нпр. АТФ А суфикс а, Д II, Д III итд.  Треба напоменути да и сами поризвођачи мењача прописују своје спецификације.